# L'attore
L'attore è un'opera realizzata nell'inverno del 1904-1905 dal pittore spagnolo Pablo Picasso e conservata al Metropolitan Museum of Art di New York.
Quest'opera è realizzata con la tecnica dell'olio su tela e misura cm 196,2x115,5. Il dipinto è entrato a far parte della collezione del museo nel 1952 a seguito della donazione fatta dalla sig.ra Thelma Chrysler Foy nel 2010 una giovane donna stava  frequentando una lezione quando accidentalmente cadde creando uno squarcio grande 15 cm nella parte inferiore del quadro.La giovane studentessa non ha riscontrato nessun problema dopo il disastro anche perché dopo tre mesi di restauro l’opera è tornata come nuova protetta da plexiglas per ogni evenienza.

## Danneggiamento
Il 22 gennaio 2010, la tela è stata danneggiata, incidentalmente, da una visitatrice del museo che ha provocato un taglio nella parte inferiore del dipinto di 15 cm. Il taglio non coinvolge aspetti focali dell'opera e la stessa è stata immediatamente trasferita in un laboratorio per venire sottoposta a restauro.